# Fenny
Fenny (Fheni) és un riu de Tripura i Bangladesh. Neix a Tripura i entra als Chittagong Hill Tracts a Ramghar. Corre llavors al sud i oest per acabar desaiguant al canal Sandwip un braç de la badia de Bengala, després d'un recorregut de 116 km. És navegable durant uns 50 km. Afluent principal és el Muhari per la dreta, i el Petit Fenny (Little Fenny).